# منبه بن کامل
منبه بن کامل با نام کامل منبه بن کامل بن سیج بن ذی کبر ابوعبدالله یمانی سنانی، از صحابه یا تابعین پیامبر اسلام بود. او در زمان حیات محمد به اسلام گروید. منبه بن کامل اصالتاً اهل هرات در خراسان بود و بعدها به یمن مهاجرت کرد. او یک سرباز ایرانی بود که به دستور خسرو پرویز به یمن فرستاده شده بود.منبه با یک زن حمیری ازدواج کرد. او دو پسر به نام‌های وهب بن منبه و همام بن منبه داشت که هر دو از شخصیت‌های مشهور در تاریخ اسلام هستند.
1. ↑  https://www.islamweb.net/ar/library/content/60/669/%D9%88%D9%87%D8%A8-%D8%A8%D9%86-%D9%85%D9%86%D8%A8%D9%87